# Antón Jiménez
Pedro Antonio Giménez Cortés (Madrid, 2 de enero de 1975), más conocido como Antón Jiménez, es un guitarrista flamenco y compositor español. Inició y desarrolló su carrera tocando con Diego el Cigala, y Joaquín Cortés, en sus giras internacionales. Fue Premio Nacional de guitarra en 1995, y es miembro de honor del Consejo Internacional de la Música CILM - UNESCO. También colaboró en el disco «The New School Of Flamenco Guitar» nominado a los Premios Grammy Latinos 2003.
Asimismo ha sido compositor para el Ballet Nacional de España y las compañías de Lola Greco, Rocío Molina y Rafael Amargo.
Es descendiente de los guitarristas Ramón Montoya y Mario Escudero.

## Biografía

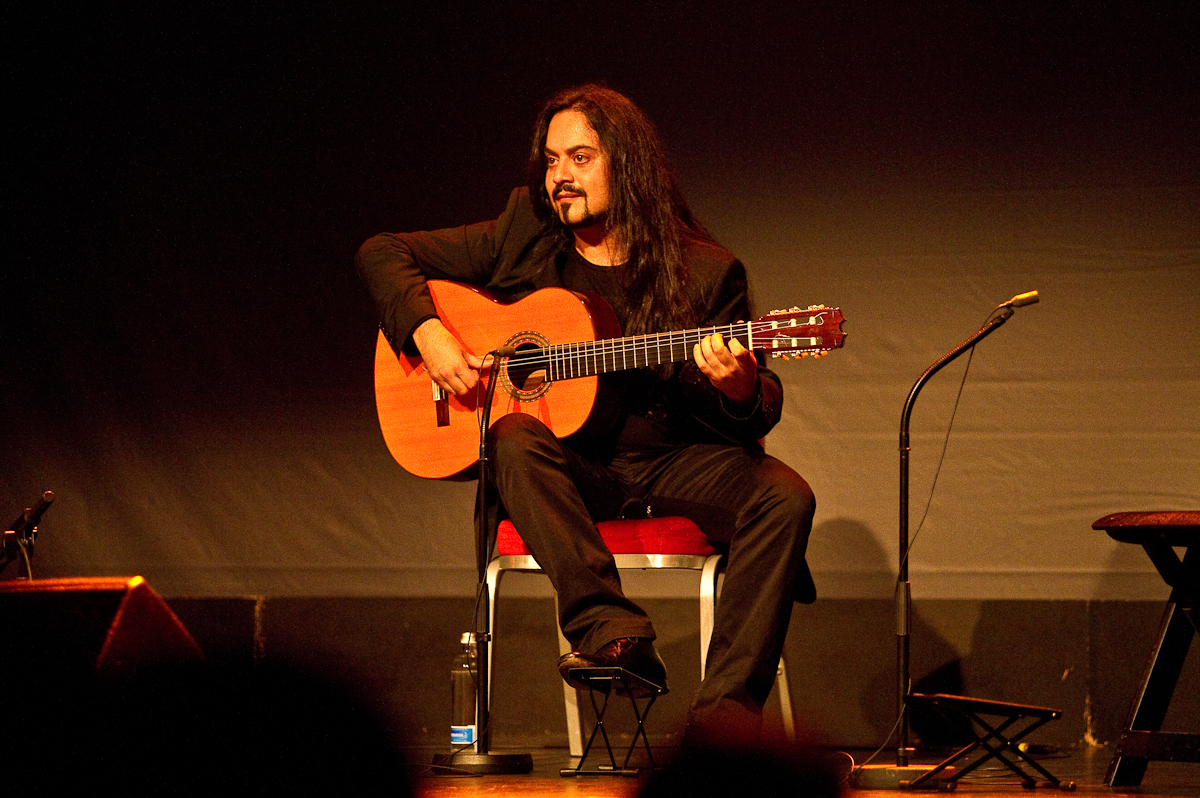
Antón Jiménez en 2011 en Winterthur, Suiza.

Nació en 1975 en Madrid, y se crio entre el barrio de Lavapiés en Madrid y Córdoba. En 1988, con 14 años fue presentado por Mario Escudero en "Los Veranos de la Villa". A los 17 años comenzó a componer. E inició y desarrolló su carrera acompañando a Diego el Cigala, y a Joaquín Cortés en sus giras "Cibayí" y "Pasión Gitana", a los cuales acompañó durante años en sus giras internacionales. Actuando, entre otros, en el Radio City Music Hall de Nueva York, el Universal Amphitheatre de Los Ángeles, la Filarmónica de Berlín, el Royal Albert Hall de Londres, el Opera House de Sídney, el Luna Park de Buenos Aires o el Tokyo Forum.
Entre sus colaboraciones destacan como artista invitado con U2 en el Palau Sant Jordi de Barcelona, y con Vanessa Mae en su disco «Storm». También en 2003 colaboró con 3 temas en el disco «The New School Of Flamenco Guitar / La Nueva Escuela De La Guitarra Flamenca», que produjo Gerardo Núñez y que finalmente fue nominado a los Premios Grammy Latinos 2003.
En 1995 interpretó la farruca junto a Joaquín Cortés en la película Flamenco de Carlos Saura. También en 2013 codirigió y protagonizó la película documental Guitarra de Palo en la actuaban también Lola Greco, Raimundo Amador, Jerry González, Jorge Pardo, Javier Colina y Antonio Serrano.